# Idelette de Bure
Pour les articles homonymes, voir Bure.
Idelette de Bure ou Idelette de Buren, épouse Stordeur puis Calvin, née dans les premières années du XVIe siècle à Liège et morte le 29 mars 1549 à Genève, est connue comme épouse du réformateur français Jean Calvin.
Chassés de Liège vers 1533 pour leurs convictions anabaptistes, Idelette et son premier époux se réfugient avec leurs deux enfants à Genève, où ce dernier doit confronter ses idées à la foi réformée défendue par Calvin. Contraint de nouveau à l'exil, le couple se réfugie en 1537 à Strasbourg auprès des anabaptistes liégeois et y fréquente bientôt l'« Église des Français » dirigée par Calvin, lui-même fraîchement expulsé de Genève.
Le couple se convertit à la réforme calviniste et, après la mort de son premier mari, victime de la peste au début de 1540, Idelette épouse Calvin en août de la même année. Après des mois heureux mais difficiles à Strasbourg, où la peste sévit et d'où Calvin est souvent absent, le couple s'installe définitivement en 1542 à Genève, invité et pensionné par les autorités locales. Idelette s'y consacre principalement à la gestion du foyer et au soutien du ministère de son mari. Victime d'une série d'affections qui l'affaiblissent progressivement, Idelette y meurt en 1549.
Le décès de son épouse — on ignore finalement l'influence exacte qu'elle a pu avoir sur lui mais les témoignages attestent qu'il lui était fort attaché — cause une profonde affliction à Calvin, qui ne se remarie pas.

## Biographie

### Les sources
Ce que l'on sait d'Idelette et de son influence sur Calvin repose sur peu d'éléments, essentiellement contenus dans le corpus des relations épistolaires qu’entretient Calvin avec les réformateurs Martin Bucer, Guillaume Farel et Théodore de Bèze, une pauvreté documentaire qui a souvent laissé place aux interprétations et à l'imagination des biographes.
Si les correspondants de Calvin décrivent l'épouse de Calvin comme « probe », « honnête » et « grave », Farel précisant qu'elle est « même jolie », Calvin lui-même ne parle que très peu d'Idelette et ne relate rien de son mariage dans sa préface autobiographique aux commentaires des Psaumes ; néanmoins et bien qu'il ne la nomme jamais, les évocations qu'il en fait dans sa correspondance sont  toujours fort affectueuses, voire élogieuses pour celle qu'il décrit comme « une femme d'exception », « une excellente compagne de vie [et] une assistante de confiance pour [son] ministère ».
Dans les ouvrages plus récents concernant Calvin, Idelette n'apparaît généralement qu'en pointillé — quand elle n'est pas totalement absente —, les auteurs se limitant souvent aux années strasbourgeoises et au mariage du couple, pour des développements de quelques lignes, au mieux de quelques pages. Il a fallu attendre 2009 pour qu'une courte monographie soit dédiée à Idelette de Bure, sous la plume d'Émile Braekman, qui lui avait déjà consacré plusieurs articles.

### Liège

#### Premières années

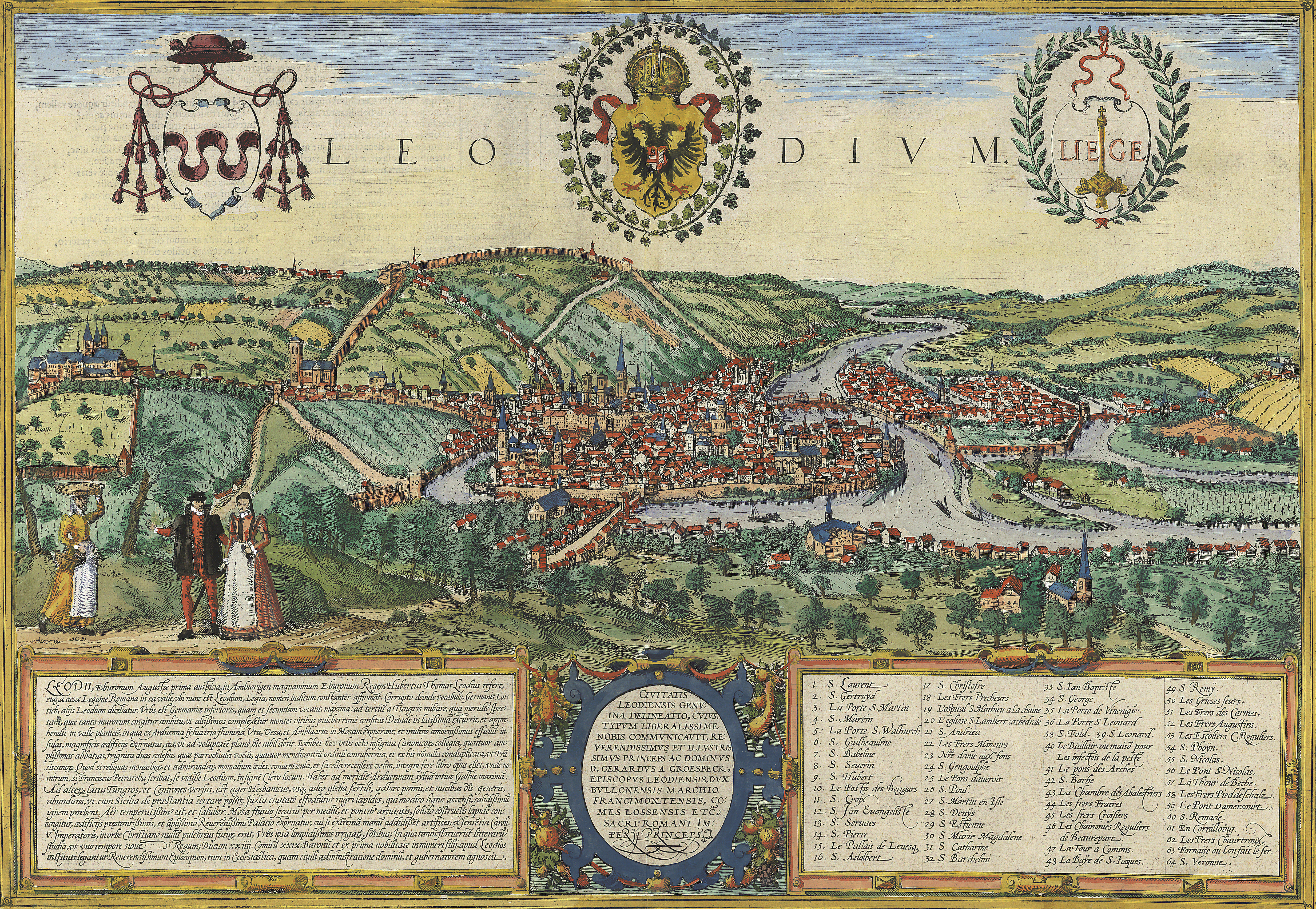
Liège au XVIe siècle, gravure de Frans Hogenberg, extraite de Civitates orbis terrarum, liber primus, publié à Cologne en 1572.

Idelette de Bure voit le jour à Liège dans les premières années du XVIe siècle, entre 1500 et 1510 (la fin de cette décennie étant plus probable), fille de Lambert de Bure, marchand de son état, et d'Ysabeal Jamar. Elle a un frère aîné également prénommé Lambert.
On ne connaît pas ses jeunes années mais, dans la mesure où elle sait lire et écrire, il est vraisemblable qu'elle ait fréquenté l'une des écoles conventuelles de la ville. Il semble par ailleurs que la famille ait adhéré de bonne heure à la Réforme protestante dans une ville dirigée par le cardinal Érard de La Marck, prince-évêque catholique fermement décidé à appliquer l'Édit de Worms en Principauté de Liège et à organiser la répression des schismatiques luthériens.
Vers 1530, Idelette de Bure épouse, dans la paroisse de Sainte-Véronique, Jean (Jehan) Stordeur ou Storder, dit « de Fragnée », tourneur de métier. Ce dernier est issu d'une famille catholique dont les enfants se sont convertis à la Réforme de tendance anabaptiste, un mouvement radical qui tire son nom du fait que ses adeptes refusent le baptême des enfants car la Bible — qu'ils lisent littéralement — n'en fait pas mention et pratiquent dès lors le baptême de fidèles en conscience, c'est-à-dire adultes. Dans la mesure où le mouvement anabaptiste n'est encore structuré ni dans les Pays-Bas ni en Principauté de Liège, les conjoints s'épousent sans officiant ni bénédiction religieuse, vraisemblablement par échange de promesses. Dans les années qui suivent, Idelette et Jean ont deux enfants, une fille prénommée Judith et un fils dont le prénom est inconnu.

#### Anabaptisme
Les premières traces d'anabaptisme à Liège, où le mouvement est notamment inspiré par le prédicateur Heinrich Roll, remontent au début des années 1530 : une communauté semble voir le jour sous l'impulsion d'un prédicateur itinérant du nom de Wilhem Stupman, dit « Mottecop », qui a déjà essaimé à Maastricht et Aix-la-Chapelle. Ses membres, qui s'appellent « frères chrétiens », pratiquent le baptême des adultes et réfutent toute forme de présence physique du Christ dans l'Eucharistie, évitent tout contact avec les personnes extérieures à leur mouvement et règlent leurs différends devant des juges appartenant à leur communauté, refusant de comparaître devant d'autres magistrats.
En juin 1533, avec un groupe d'une quarantaine de bourgeois liés à l'anabaptisme, le père et le frère d'Idelette sont convaincus d'hérésie pour « luthérianisme » par les autorités locales. Si une majorité d'entre eux, dont Lambert de Bure père, acceptent d'abjurer leur « erreur » en échange du pardon du prince-évêque, Lambert fils et sept autres personnes s'y refusent, se faisant condamner au bannissement et à la confiscation de leurs biens. Le petit groupe trouve refuge à Strasbourg, peut-être attiré par la personnalité du prédicateur anabaptiste millénariste Melchior Hoffman, avant de gagner Genève. De son côté, la même année, soit parce que Jean Stordeur fait lui-même partie des huit condamnés soit dans des circonstances liées à la révolte des Rivageois — une jacquerie frumentaire teintée de griefs politico-religieux —, le couple Stordeur quitte Liège et l'on perd sa trace jusqu'en 1537, quand il est attesté à Genève en compagnie d'autres anabaptistes liégeois.

### Strasbourg

#### Cité protestante

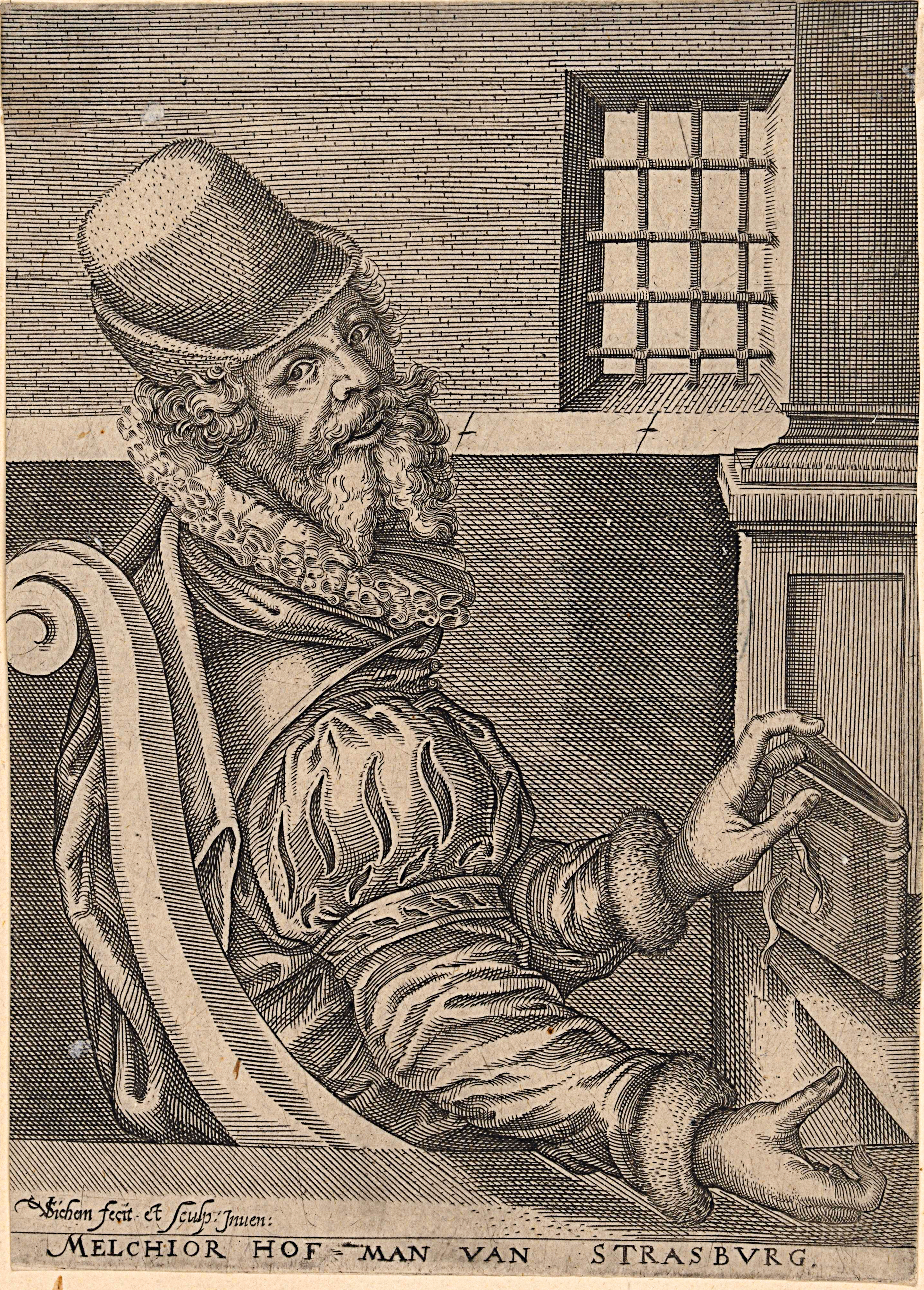
Melchior Hoffman, prédicateur anabaptiste actif à Strasbourg, gravure de Christoffel van Sichem, c. 1600.

Les réformateurs genevois, voyant ces nouveaux arrivés d'un mauvais œil, organisent en mars 1537 différentes disputes, dont l'une se déroule les 16 et 17 du mois, qui oppose directement Calvin à Jean Stordeur et à l'imprimeur Jean Bomeromenus, à la suite de quoi, dès le 30, le Conseil des Deux-Cents décide d'expulser les deux anabaptistes liégeois, comme auparavant « d'autres [membres] de leur secte ». C'est dans le sillage de Bomeromenus, entendu en mai de la même année par le conseil anabaptiste de Strasbourg, que la famille Stordeur trouve asile dans cette ville, probablement accueillie par le frère d'Idelette, qui, installé comme fabricant d’aumônières y est devenu bourgeois d'adoption.
Passée à la Réforme dès 1523 et dirigée par le Stettmeister Jacques Sturm, un luthérien convaincu qui a retiré le pouvoir à l'évêque pour le confier aux bourgeois, la ville alsacienne est alors peuplée d'environ vingt-cinq mille âmes et accueille près de deux mille dissidents religieux de toutes sortes, dont une importante communauté de ressortissants de la Principauté de Liège. Les Stordeur s'intègrent rapidement à la société strasbourgeoise, au sein de laquelle ils bénéficient bientôt d'une bonne réputation.
Néanmoins, la radicalité des anabaptistes inquiète les autorités de la ville qui craignent une remise en cause de la réforme portée par Martin Bucer : déjà en 1533, elles ont édicté une directive selon laquelle les nouveau-nés doivent être baptisés endéans les six semaines, sous peine que leur père perde le droit de bourgeoisie ; l'année suivante, le Conseil enjoint aux plus « têtus et odieux » des sectateurs du mouvement de quitter le territoire, ce qui n'empêche pas de nouveaux exilés de cette confession de gagner la ville puisqu'on en dénombre encore huit-cent en 1540.

#### Conversion

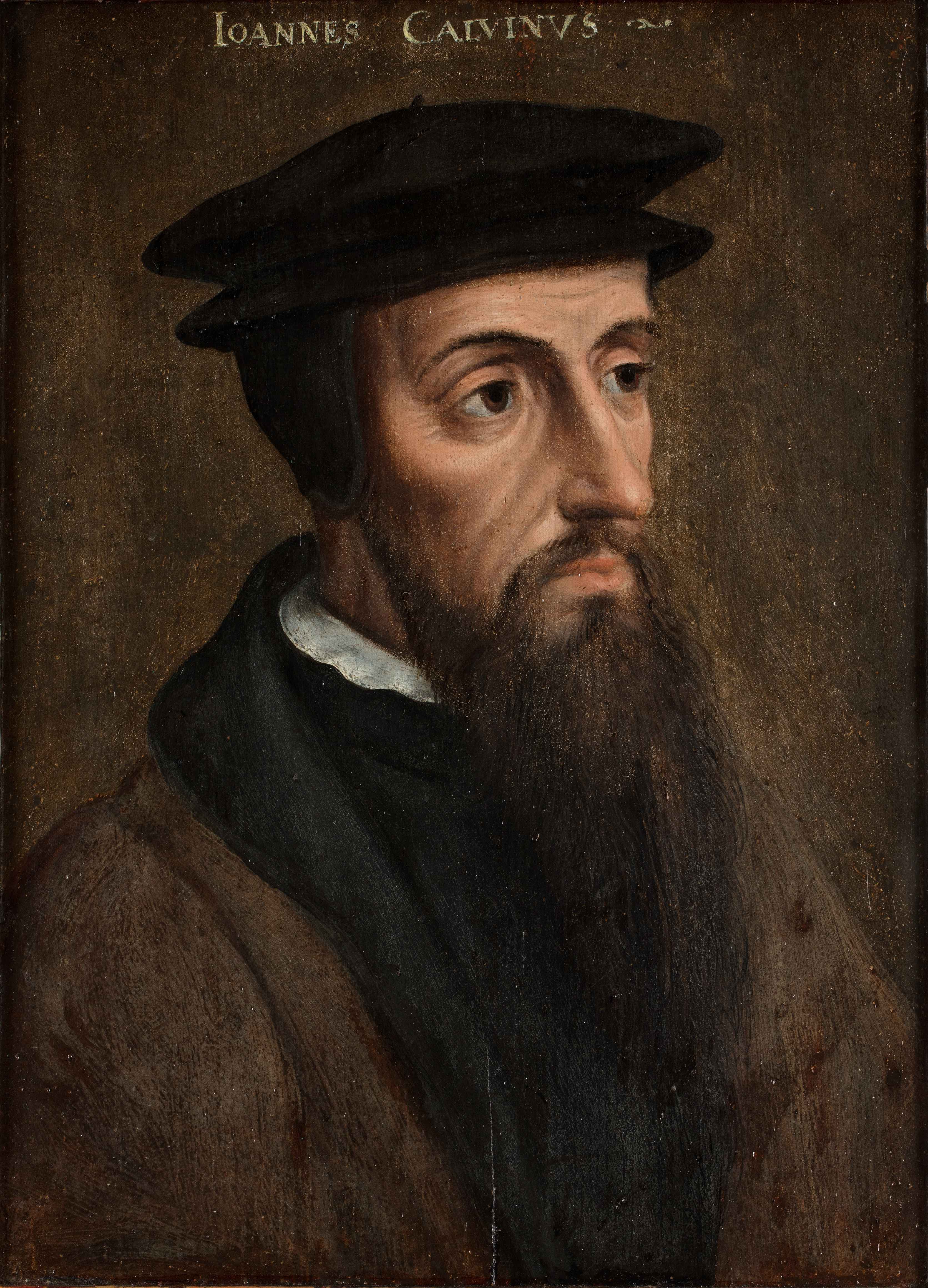
Portrait de Jean Calvin vers 1550, anonyme, huile sur bois, musée du couvent Sainte-Catherine d'Utrecht.

En 1537, Calvin est à son tour expulsé de Genève et rejoint Bâle, où il reçoit de Martin Bucer une sollicitation pour enseigner à Strasbourg. En septembre 1538, alors âgé de 29 ans, le réformateur gagne la ville alsacienne, accompagné de son plus jeune frère Antoine et sa demi-sœur Marie. S'étant installé chez Bucer, il commence son enseignement à la Haute École, créée la même année par le recteur Jean Sturm à la demande du Stettmeister.
Dans cette ville germanophone, c'est probablement pour réduire l'influence des anabaptistes au sein du protestantisme francophone strasbourgeois que Bucer pousse Calvin — qui n'a jamais été ordonné ni prêtre ni pasteur consacré — à prendre la tête de la paroisse de protestants réfugiés francophones de France et de Wallonie. Cette communauté forte d'environ quatre cents membres forme l'« Église française » ou « Église des français ».
Le ministère de Calvin, qui prône une réforme plus modérée que la théologie anabaptiste, connaît un certain succès et rallie à cette Église certains « melchioristes » déçus au nombre desquels Jean Stordeur, avec qui il avait déjà débattu à Genève. À partir de 1539, les Stordeur assistent en effet à ses prêches et se lient bientôt avec lui ; ils l'invitent chez eux à plusieurs reprises, si bien qu'au début de l'année 1540 le couple se range aux arguments du pasteur tandis que leur fils, déjà adolescent, est baptisé, probablement par Calvin lui-même.
Dans une lettre datée du 2 février 1540 qui atteste de ce baptême, Calvin laisse entendre que Jean Stordeur est déjà malade, atteint de l'affection qui l'emporte peu après, sans doute la peste. Idelette, veuve avec deux enfants et vraisemblablement sans argent, reste à Strasbourg où elle trouve probablement secours auprès de son frère Lambert.

#### Mariage

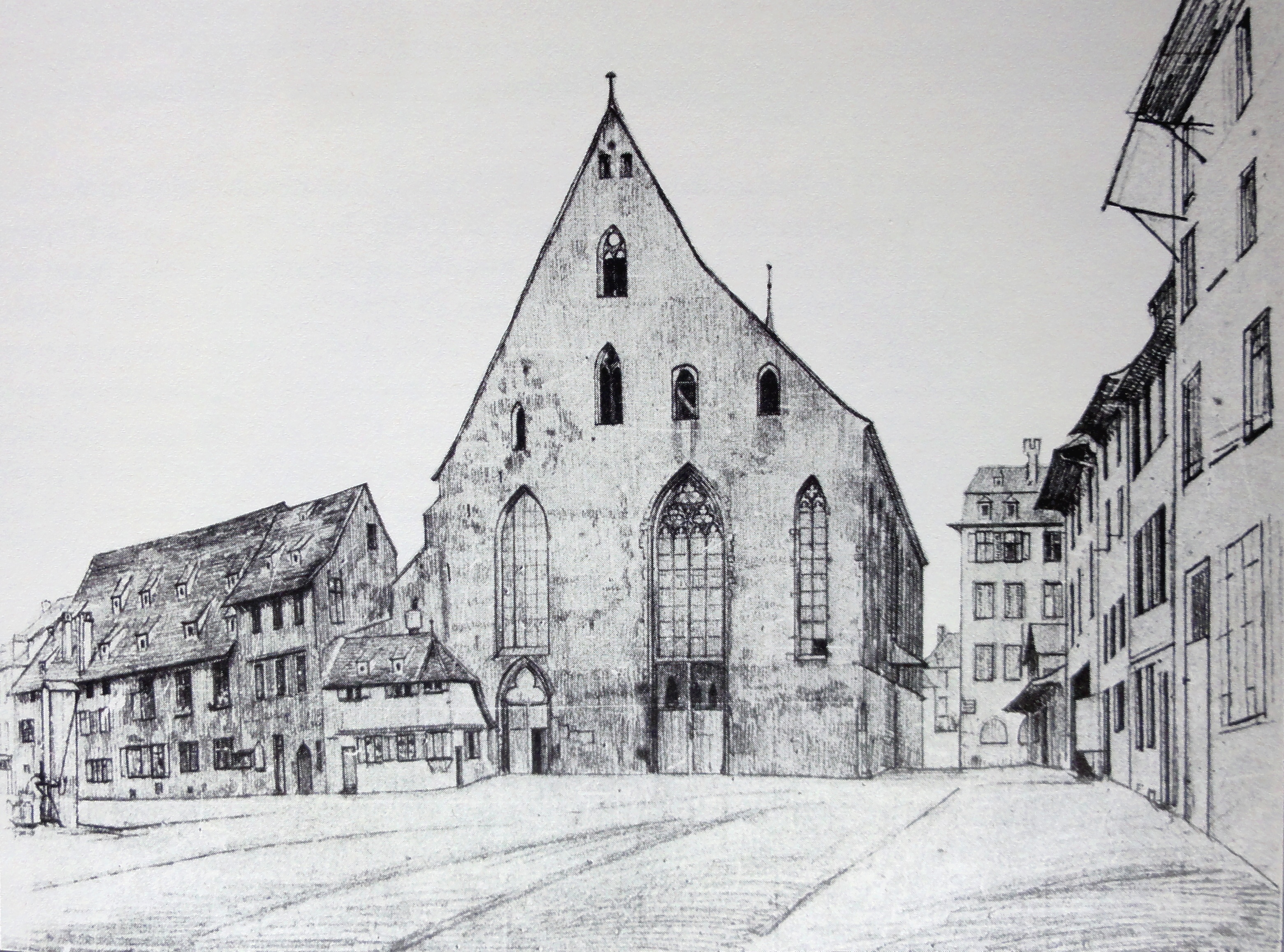
Église des Dominicains de Strasbourg devenue l'« église des Français » dont Calvin est le premier pasteur, dessin de Charles Schneegans,, Cabinet des Estampes de Strasbourg.

Calvin, qui y a obtenu les droits de citoyenneté, semble vouloir s'installer définitivement à Strasbourg et emménage dans la maison située rue du Bouclier, où il aménage des espaces pour étudiants afin d'augmenter ses très modestes revenus. Proche de la misère, il refuse cependant toute aide pécuniaire de ses amis mais reçoit à partir de mai 1539 un traitement d'un florin par semaine au titre de professeur adjoint. Il a alors trente ans et — bien que l'idée ne semble pas particulièrement le motiver et probablement poussé par ses amis — envisage de se marier, à l'instar d'autres ministres réformateurs pour lesquels, à la suite du mariage de Luther avec Catherine de Bore, il importe de se démarquer de l'ancien clergé en embrassant la vie des laïcs ordinaires.
Dans une lettre à Farel, il décrit la compagne qu'il aspire à trouver : « Je ne suis pas de ces amoureux insensés, qui peuvent admirer des défauts une fois qu'ils ont été captivés par la beauté. La seule beauté qui m'attire est celle d'une femme pudique, complaisante, point coquette, économe, patiente, ayant l'espoir de veiller sur ma santé ». La correspondance avec Farel atteste de quatre projets d'union successifs entre les mois de mai 1539 et de juin 1540 — deux proposés par Bucer, le troisième initié par Calvin lui-même et un quatrième par Claude Feray et Antoine Calvin — dont aucun n'aboutit. En juin de la même année, le prédicateur « doute devoir chercher davantage ». Deux mois plus tard, il est pourtant marié à Idelette de Bure.
C'est en effet la cinquième tentative qui s'avère fructueuse, peut-être provoquée par Martin Bucer, qui aurait rapporté dans une lettre à Calvin les talents de la jeune veuve ; à moins que ce ne soit au cours de visites de celle-ci au pasteur des francophones strasbourgeois que les futurs époux aient noué des relations plus approfondies, peut-être rapprochés par leurs expériences respectives de l'exil, de la pauvreté et de la maladie, les deux étant en effet régulièrement sujets aux ennuis de santé. Ainsi, et bien qu'elle n'ait pas de dot à proposer, Calvin semble avoir trouvé en Idelette « une épouse pieuse répondant à [son] désir ».
Le mariage a dû prendre place dans les premières semaines du mois d'août 1540, sans que la date ni les circonstances précises en soient connues. Si on en est réduit aux conjectures, on peut toutefois écarter l'idée de noces fastueuses parfois décrites dans des biographies quelque peu idéalisées. Il semble au contraire que l'union se soit déroulée dans l'intimité et que la décision rapide de la célébrer, qui étonne d'ailleurs tous les amis de Calvin, ait été précipitée par l'arrivée soudaine de Guillaume Farel. Calvin souhaitait ardemment sa bénédiction nuptiale et l'on sait que Farel était présent à Strasbourg le 10 août.

#### Ménage

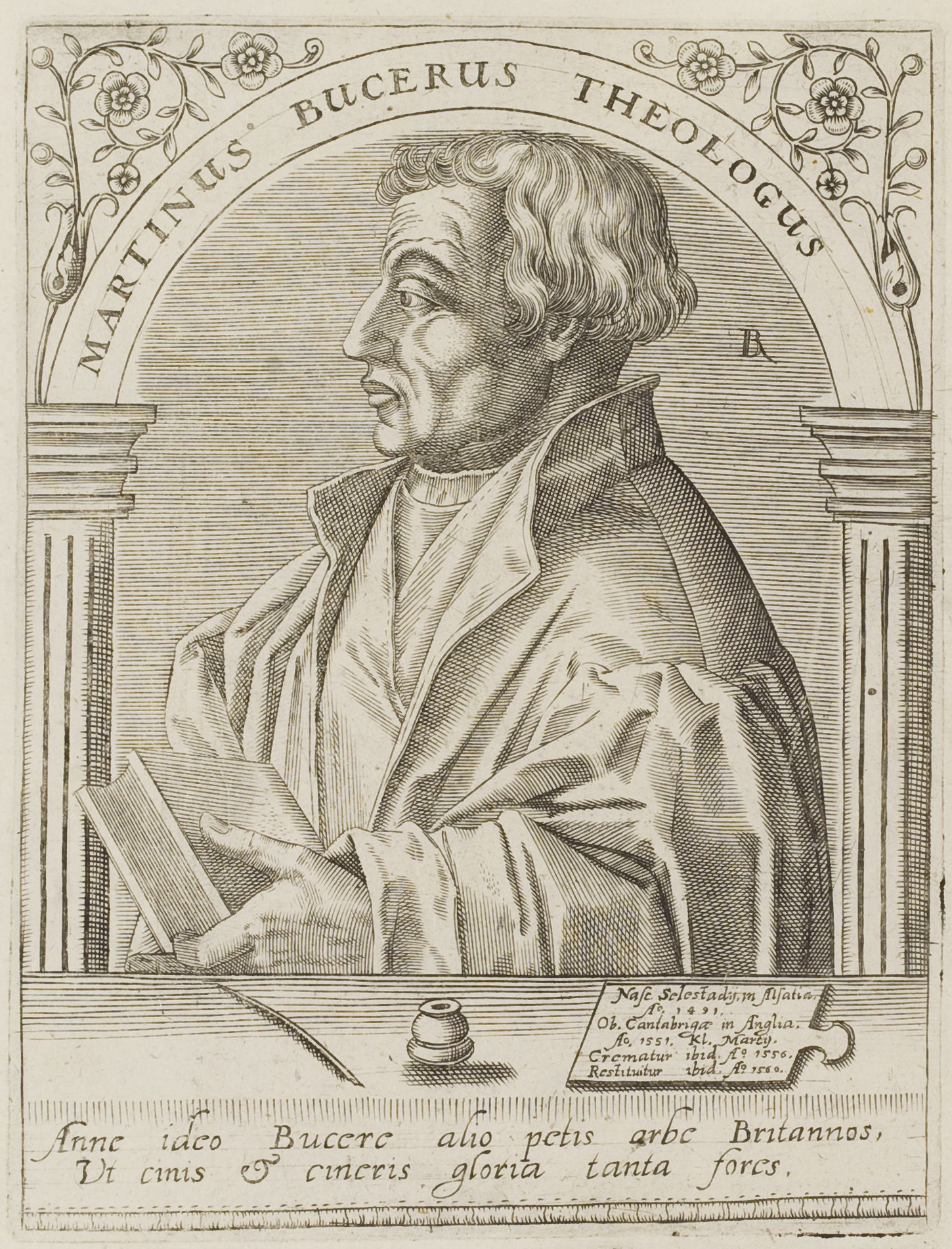
Martin Bucer, gravure tirée du Icones quinquaginta virorum illustrium de Jean-Jacques Boissard, 1560, Londres, British Library.

Idelette s'installe avec ses deux enfants rue du Bouclier, où deux étudiants doivent laisser leur place. Le couple passe, selon Calvin, une « très heureuse lune de miel », néanmoins interrompue après une quinzaine de jours par la maladie, probablement une « fièvre tierce » qui les maintient alités plusieurs jours. Calvin en déduit avec une certaine résignation qu'afin que « [leur] mariage ne fût trop heureux, le Seigneur a dès le début modéré [leur] joie pour qu'elle ne dépassât pas la mesure ».
La maison abrite, en plus du couple et des deux enfants, une vingtaine de personnes dont Antoine Calvin, des étudiants comme le jeune helléniste Claude Feray ainsi que des réfugiés et amis de passage, comme l'ancien dominicain Pierre Brully. Cette véritable « pension de famille » calvinienne est confiée aux soins d'une dame du Verger, elle-même réfugiée et mère d'un enfant ; mais à la suite d'une violente dispute avec le jeune frère de Calvin, cette dernière s'en va, contraignant Idelette à « [prendre] en main les destinées du ménage ». L'activité de Calvin nécessitant de nombreux déplacements, c'est souvent seule qu'Idelette doit gérer la maisonnée alors que le traitement de Calvin suffit à peine à couvrir les dépenses du foyer pendant huit mois.
En mars 1541, tandis que Calvin participe au colloque politico-religieux de Ratisbonne en tant que membre de la délégation réformée, une épidémie de peste qui frappe l'Alsace et Strasbourg contamine certains familiers du couple, emportant notamment Claude Feray ainsi que Louis de Richebourg, et oblige Idelette à quitter le foyer pour se réfugier avec ses enfants en dehors de la ville chez son frère Lambert. Averti et inquiet pour ses proches, Calvin délaisse rapidement le colloque pour les rejoindre. Le soulagement dont il témoigne à la retrouver indemne semble attester de l'attachement qu'il porte à son épouse dont il écrit par ailleurs lorsqu'ils sont séparés : « Elle est dans mes pensées jour et nuit ».

### Genève

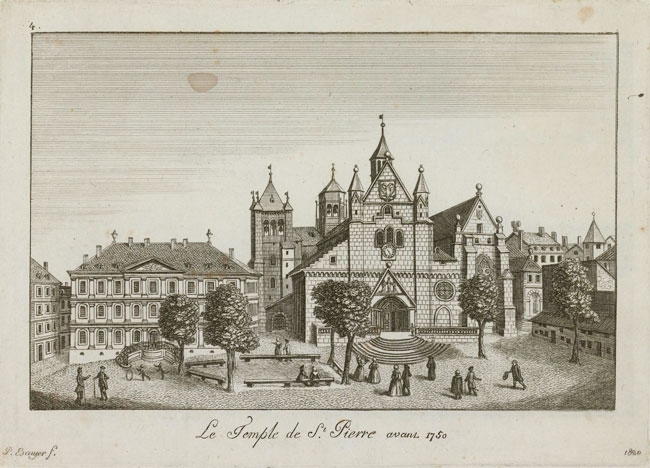
Temple de Saint-Pierre de Genève où Calvin commente les Écritures durant 23 ans, eau-forte de Pierre Escuyer.

#### Installation
À la suite de changements politiques à Genève, le Conseil municipal sollicite à nouveau la présence de Calvin qui, convaincu par Guillaume Farel, se décide à rallier la jeune république et quitte Strasbourg le 2 septembre 1541 et gagne la cité du bout du lac Léman le 13. Fin septembre, Idelette l'y rejoint en compagnie de Judith et d'Antoine Calvin — dans une voiture affrétée par le Conseil municipal genevois — laissant à Strasbourg son fils en apprentissage auprès de Pierre Tesch, un corroyeur, ancien prédicateur anabaptiste qu'a converti Martin Bucer.
Le couple s'installe rue des Chanoines, près de la cathédrale Saint-Pierre transformée en temple protestant dès 1535, dans une maison dite « de Bonmont », meublée aux frais du Conseil. Calvin reçoit alors des appointements annuels de cinq cents florins, auxquels s'ajoutent douze coupes de blé et deux tonneaux de vin, un revenu près de deux fois supérieur à celui des autres pasteurs qui procure une certaine aisance à Idelette pour couvrir les frais du ménage mais demeure étriqué pour tenir le train de vie d'une maisonnée qui continue de recevoir de nombreux hôtes de passage.
Aux côtés de Calvin, le rôle d'Idelette, qui prie chaque matin avec son mari et leurs domestiques, reste discret : elle tient le foyer auquel elle confère une atmosphère relativement paisible et propice au travail malgré les incessantes allées et venues de visiteurs qu'il faut recevoir, nourrir ou héberger, ce dont Idelette se charge seule lorsque Calvin ne peut être là. En outre, elle visite également les malades, assiste des mourants et aide son époux dans son ministère ainsi qu'il s'en félicite, époux pour lequel elle a certainement été une source importante de connaissance des milieux anabaptistes qu'il met à profit dans sa Brieve instruction pour armer tous bons fideles contre les erreurs de la secte commune des anabaptistes datée de 1544.
Malgré le succès de Calvin qui permet au couple de se faire une place dans la société genevoise, il n'en est pas moins en proie à l'hostilité de certains genevois de souche qui voient d'un mauvais œil les nombreux immigrés et réfugiés français, régulièrement sujets aux quolibets, et se défient du zèle rigoriste du pasteur français qui entend faire de Genève un modèle de cité évangélique. En outre, le couple s'attire la vindicte du parti des « libertins » genevois menés par Ami Perrin dont la mère reproche au pasteur en plein Consistoire de ne pas vivre comme il prêche et dont l'épouse, Françoise Favre — issue tout comme son mari d'une des familles genevoises les plus influentes —, fait courir la rumeur selon laquelle Idelette est une femme de mauvaise vie et que ses deux enfants sont nés hors mariage, dans la mesure où, du fait de son union anabaptiste avec Jean Stordeur, elle n'a pas contracté de mariage civil.

#### Dernières années

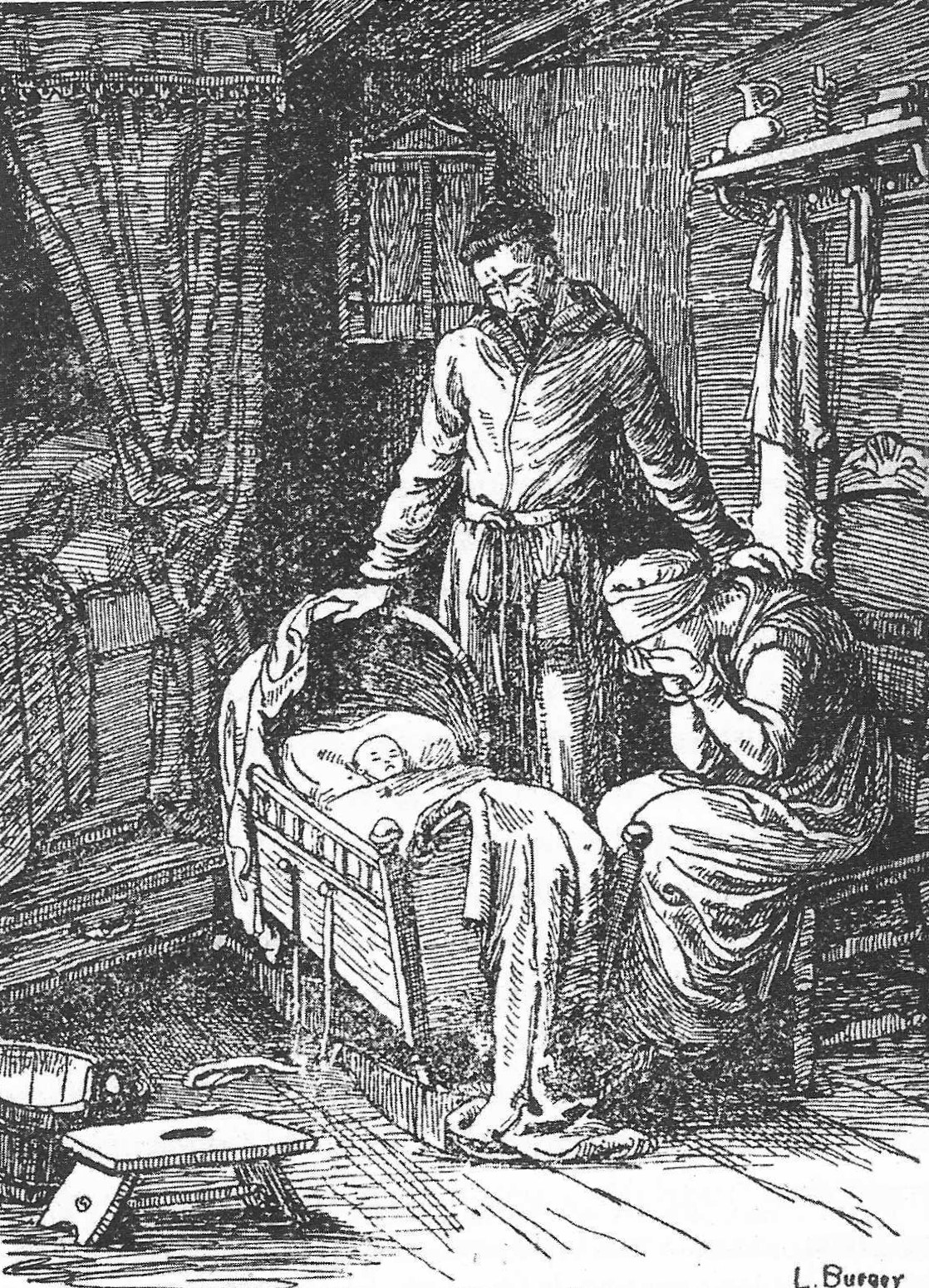
Les époux Calvin pleurent leur fils Jacques, gravure de L. Burger in.

Le 28 juillet 1542, Idelette accouche prématurément d'un fils qui, prénommé Jacques, meurt après seulement deux semaines, ce qui cause un grand chagrin aux deux parents et laisse Idelette malade jusqu'au mois de novembre. Certaines biographies mentionnent les naissances prématurées de deux autres enfants qui ne survivent pas mais le point est débattu voire douteux car il semble provenir d'une lecture hâtive des sources.
Si le ménage échappe à l'épidémie de peste qui frappe la ville entre 1542 et 1544 et à la disette qui s'ensuit, Idelette, qui n'est pleinement rétablie qu'au début 1543, doit régulièrement se porter au chevet de son mari, lui-même cloué au lit par diverses affections ; le couple s'attache d'ailleurs les services et l'amitié du médecin Benoît Textor qui s'établit alors à Genève. En mars de la même année, laissant Antoine Calvin, fraîchement marié, dans la maison de Bonmont, Calvin, Idelette et Judith emménagent dans une nouvelle maison dite « de Fresneville », mise à disposition par le Conseil et toujours située rue des Chanoines mais avec un jardin et vue sur le lac.
Dans les années qui suivent, la santé d'Idelette connaît alors une période où alternent les épisodes de maladie et les rémissions ; elle doit régulièrement rester alitée, parfois plusieurs mois, sujette aux douleurs, aux accès de fièvres et à ce que Calvin décrit en 1547 comme « sa lente maladie », des vicissitudes que, selon le témoignage son époux, elle traverse courageusement : « Pendant sa maladie jamais elle n'a parlé d'elle et jamais elle ne m'a causé le moindre souci avec ses enfants ».
Durant les périodes de rémission, Idelette se montre suffisamment valide pour recevoir des invités, parfois en nombre, et semble s'être particulièrement liée d'amitié avec Yolande de Brederode, épouse de Jacques de Bourgogne seigneur de Fallais, ainsi qu'avec Sébastienne de la Harpe, seconde épouse de Pierre Viret. Elle rencontre régulièrement la première lorsque les Calvin sont reçus au château de Troches que les de Fallais possèdent à Douvaine ou lorsqu'ils hébergent parfois ces derniers durant l'hiver rue des Chanoines. Au printemps 1548, Idelette est aux côtés de la seconde à Lausanne pour l'assister dans la naissance de son premier enfant, ce dont le père se félicite auprès de Calvin, saluant une « présence des plus utile », « agréable et d'une grande consolation ».
Cette visite aux Viret constitue l'ultime voyage d'Idelette qui, rentrée à Genève, contracte en août 1548 une « maladie lente » dont Calvin écrit à Viret qu'il redoute l'issue. Si la correspondance du réformateur laisse entrevoir quelques signes d'espoir en janvier 1549, Idelette ne quitte pourtant plus guère le lit et, malgré les soins attentifs prodigués par Textor que Calvin remerciera l'année suivante en lui dédiant son Commentaire sur la deuxième Épître aux Thessaloniciens, elle meurt à Genève le 29 mars 1549.
Calvin, très affecté par sa disparition, décrit à Pierre Viret, les derniers moments passés à évoquer le Christ et leur mariage au chevet de son épouse, présentée comme une chrétienne modèle qui quitte le monde en pleine foi. Il décrit également sa peine dans un courrier à Guillaume Farel, expliquant qu'il est « privé de l'excellente compagne de [sa] vie qui, s'il l'avait fallu, aurait affronté l'exil et le dénuement, mais même la mort » ou encore qu'il n'est « plus que la moitié d'un homme ». Sept ans après la disparition d'Idelette, il fait encore allusion à la peine et la douleur que cette perte lui a causée.
À la différence de plusieurs personnalités réformées contemporaines frappées de veuvage comme ses amis Bucer et Vieret, Calvin ne se remarie pas et reste lié à ses beaux-enfants, tandis que son frère Antoine et son épouse reprennent la gestion de ses affaires domestiques.

### Descendance

#### Son fils
Après le départ de sa mère et de son beau-père pour Genève, le fils d'Idelette reste en apprentissage à Strasbourg auprès de l'apprêteur de cuirs Pierre Tesch, ami anabaptiste de Jean Stordeur et du frère d'Idelette, converti à la Réforme. Le jeune homme semble avoir été d'un caractère indépendant et il est possible que des frictions soient apparues avec Calvin, parfois sujet à des accès de fortes colères.
Néanmoins, lorsqu'en 1544 le fils d'Idelette ne donne plus de nouvelle, le réformateur active ses réseaux pour retrouver sa trace et des différents courriers échangés avec ses correspondants on peut déduire quelques éléments : le fils Stordeur semble avoir quitté Strasbourg pour un problème d'argent, peut-être une affaire de dette ou de malversation, et avoir séjourné en Hesse puis à Cologne où il se marie et a un enfant. Il est ramené dans le giron familial à Strasbourg puis à Genève, où Calvin baptise son fils, avant de retourner dans la cité alsacienne où il réside toujours à la mort d'Idelette.
Après cette date, on perd sa trace sauf à croire une anecdote anticalviniste rapportée par Pierre Bayle qui raconte que, vers 1561, le « fils » de Calvin se serait converti au catholicisme à la suite d'une guérison miraculeuse auprès du tombeau de saint Hubert, dans « une belle tentative de récupération par le catholicisme liégeois d'un descendant d'hérétiques notoires ».

#### Sa fille

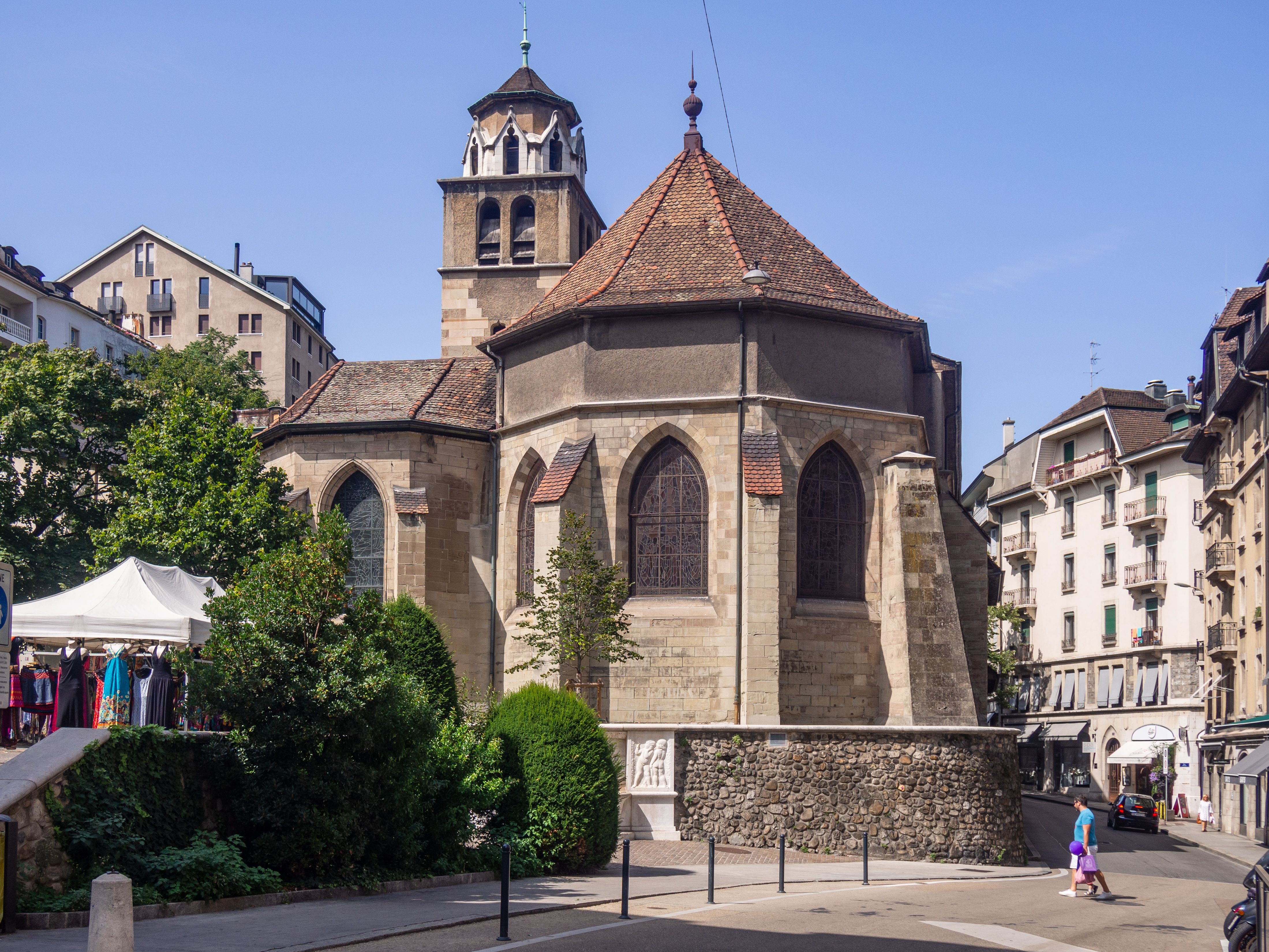
Temple de la Madeleine à Genève, lieu du mariage de Judith Stordeur en 1554.

Judith Stordeur épouse le cordonnier Léonard Du Mazel sous la bénédiction de Calvin, le 19 février 1554 au Temple de la Madeleine à Genève. De cette union naît en 1557 un fils, Jean Du Mazel, dont Calvin est le parrain. En mars 1562, Judith est accusée d'adultère avec Étienne Gémaux, un étranger accueilli par son mari tandis que ce dernier est parti souper en compagnie de Calvin. À l'issue d'un jugement pour cause de paillardise, elle est condamnée au fouet mais obtient le pardon du Consistoire qui recommande à son mari de faire de même : celui-ci refuse et demande le divorce qu'il obtient non sans devoir s'acquitter, à l'occasion du remariage de Judith avec Nicolas Rebours en 1565, d'une somme de « cent quatre-vingt livres tournois » qui correspondent vraisemblablement à une rétrocession de la dot.
On sait par une lettre adressée à Heinrich Bullinger par Calvin que ce dernier a été fort affecté de l'affaire touchant sa belle-fille pour laquelle il nourrit de l'affection. La suite de la vie de Judith est à ce jour également inconnue.

## Postérité

### Dans les arts

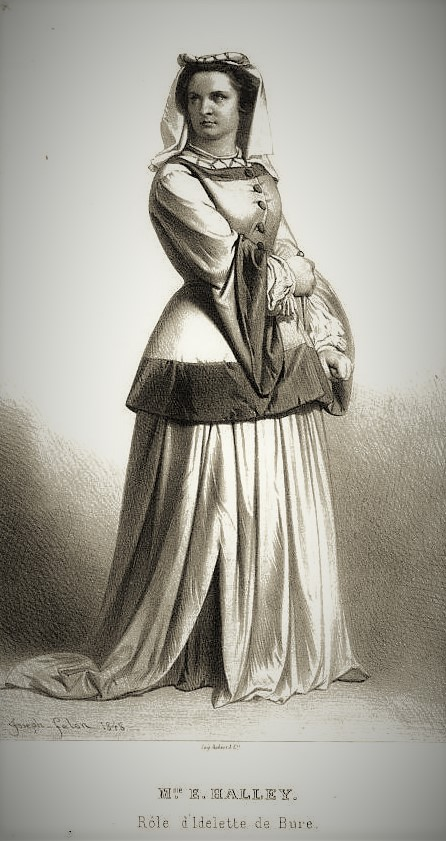
Mme E. Halley dans le rôle d'Idelette de Bure, gravure de Joseph Félon, 1848.

#### Peinture
Sur les deux portraits attestés d'Idelette Calvin apparus au XIXe siècle dans des conditions obscures, un seul est conservé, offert par la Société Royale d'Histoire du Protestantisme Belge à la Ville de Liège, actuellement conservé au Musée de l’Art wallon à Liège. Il s'agit d'une copie exécutée à l'huile sur bois, commanditée par le pasteur Arnold Rey en 1909 au peintre liégeois Xavier Wurth (1869-1933) sur base d'un original attribué à Lucas Cranach l'Ancien (1472-1553) cédé au Musée de la Chartreuse de Douai en 1857 et conservé sous le n° d'inventaire 82 jusqu’à ce qu'il disparaisse lors de la Première Guerre mondiale emporté par les troupes allemandes en 1918.
Cet original, dont seule une photo est conservée à Douai, était une peinture sur bois de 27 cm de large sur 34 cm de haut, au dos de laquelle figurait l'inscription « femme de Jan Calvein ». Ce portrait présentait une femme « aux cheveux châtains et aux yeux gris-bruns et au teint peu coloré », « vêtue d'une riche robe de velours noir à boutons d'or. À sa taille s'enroule une ceinture composée d'anneaux en or [et elle porte] une double chaîne de perles et un collier de perles de jais à son cou. Sur ses cheveux élégamment relevés est posée une coiffure en forme de diadème ». Cette toilette, caractéristique des dames de la petite noblesse ou de la haute bourgeoisie belge ou liégeoise de l'époque, est comparable aux portraits contemporains de Walburge de Neuenahr conservés au Louvre et à la Bibliothèque nationale autrichienne.
En 1847, un pasteur de Düsseldorf avait fait l'acquisition de deux portraits figurant le couple Calvin, peut-être exécutés par l'école de Hans Holbein, qui sont aujourd'hui perdus mais dont le pasteur allemand Paul Henry donne une description dans sa biographie de Calvin : les tableaux indiquent la date de l'union des époux (1540) ainsi que l'âge supposé d'Idelette (26 ans) qui pose « en costume de fiancée, une fleur dans la main droite et dans la main gauche un livre (...) un anneau à l'index gauche, une riche ceinture, une chaîne et une solide coiffure : des deux côtés, une forte tresse de cheveux ».

#### Théâtre
En 1848, le dramaturge genevois Marc Fournier (1815-1878), compose un drame en cinq actes entrecoupé d'interventions musicales intitulé Les Libertins de Genève. Dans cette pièce présentée au Théâtre de la Porte-Saint-Martin, avant de rencontrer Calvin, Idelette de Bure, incarnée par la comédienne Élisa Halley, est mariée à Michel Servet. De cette union naît Donatien, qu'elle fait passer pour un enfant trouvé qui grandit dans le foyer et devient le secrétaire de Calvin, créant une situation troublante quand on sait le sort fatal réservé à Servet par Calvin.
En 2009, le dramaturge Michel Beretti édite la pièce Calvin : Genève en flammes dans laquelle on assiste notamment à une conversation à propos de Sébastien Castellion entre Idelette et son mari qui échangent avec une certaine complicité des citations du Cantique des Cantiques, ainsi qu'une scène dans laquelle le prédicateur médite à côté de la dépouille de son épouse. La pièce est créée à Genève à l'occasion du 500e anniversaire de la naissance de Calvin.

#### Littérature
En 1963, Edna Gerstner (1914-1999), épouse du pasteur et théologien presbytérien John Gerstner, publie une nouvelle sur base de documents consultés à Genève pendant que son mari s'y consacrait lui-même à de la recherche. Cette fiction suit Idelette dans sa vie privée et publique, à travers les expériences tragiques que traverse le couple. L'ouvrage, régulièrement réédité jusqu'en 1997, a connu une traduction francophone en 1994.

En 1990, à l'occasion du 450e anniversaire du mariage d'Idelette de Bure et de Jean Calvin, le pasteur et théologien de l'Église réformée de France Marc-François Gonin (1921-2004) propose un roman historique et religieux dont Idelette est le personnage central. Ces Mémoires imaginaires sont préfacées par l'historien Pierre Chaunu.

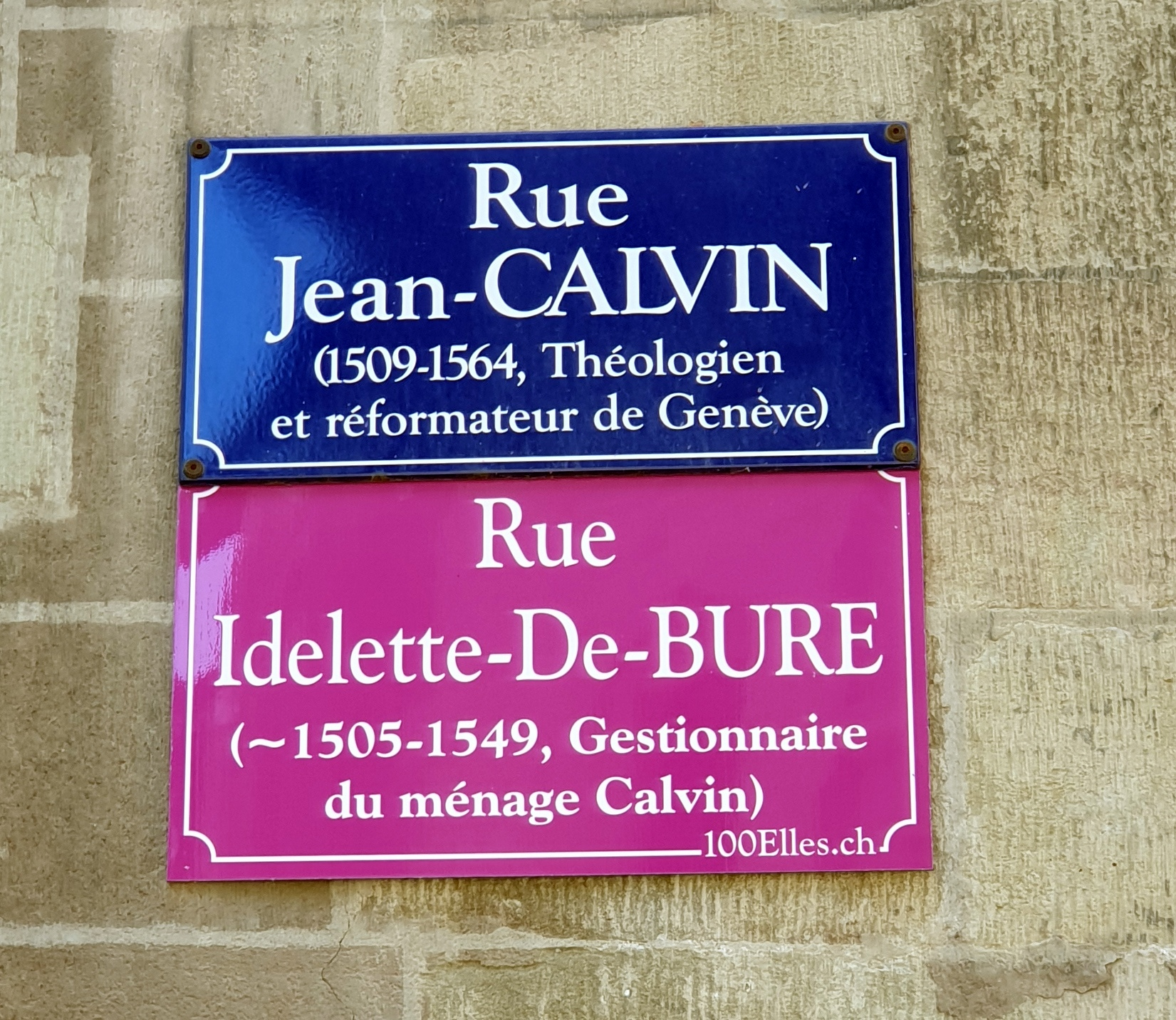
Plaque de rue Idelette-De-Bure, projet 100Elles*, 2019, Genève.

### Philatélie
Un timbre représentant Idelette de Bure est édité par la poste belge en 1964. Inspiré du portrait de Douai, il est de couleur rose et d'une valeur de 3+1,50 francs.

### Toponymie
En 2019, dans le cadre du projet 100Elles* de féminisation des noms de rue à Genève, une plaque de rue éphémère au nom d'Idelette de Bure est apposée sous celle de son mari Jean Calvin dans la rue homonyme, avec la précision « Gestionnaire du ménage Calvin ».